# Adobe Flex
Niektóre z zamieszczonych tu informacji wymagają weryfikacji.
 Po wyeliminowaniu niedoskonałości należy usunąć szablon {{Dopracować}} z tego artykułu.
Adobe Flex – zestaw technologii stworzonych przez Adobe Systems służących do tworzenia oprogramowania typu Rich Internet Application bazującego na Adobe Flash.
Pierwsza wersja została stworzona przez Macromedia. Do tworzenia aplikacji można użyć bezpłatnego, otwartego Adobe Flex SDK lub płatnego narzędzia Flash Builder (wcześniej Flex Builder, IDE oparte na Eclipse).
Flex wykorzystuje: MXML (bazujący na XML-u język opisujący interfejs użytkownika i jego zachowanie) oraz ActionScript (język programowania bazujący na ECMAScript służący do tworzenia logiki i interakcji w aplikacji). Komunikacja i wymiana danych odbywa się za pomocą HTTP GET lub POST, SOAP – usługi sieciowe czy AMF – RTMP.
Flex bywa przyrównywany do podobnych technologii: OpenLaszlo, AJAX, XUL, JavaFX, Silverlight.